# Frederiksberg
Frederiksberg (pronuncia: [fʁɛðʁɛksˈpɛɐ̯ˀ]) è un comune danese di 104 305 abitanti situato sull'isola di Selandia (Sjælland in lingua danese). Settima città della Danimarca per popolazione, è circondata dal Comune di Copenaghen in una sorta di enclave all'interno del territorio della capitale.

## Storia
In origine il comune era situato ad ovest della capitale danese ma in seguito ad una serie di assimilazioni di comuni minori da parte di Copenaghen il comune di Frederiksberg risulta essere circondato dal territorio della capitale. Nei due secoli scorsi godeva della condizione di sede di mercato, che le conferiva un’unitarietà amministrativa al di là della suddivisione in parrocchie e un’autonomia dalle contee.

## Geografia fisica

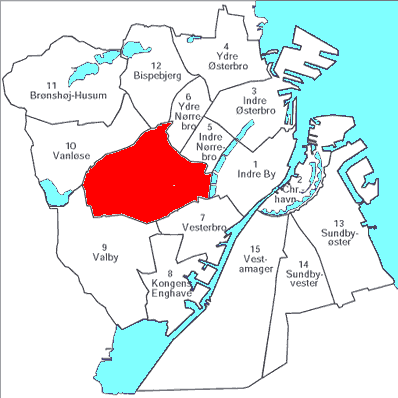
Frederiksberg all'interno del territorio di Copenaghen

Il comune ha una superficie complessiva di 8,7 km², è il quinto comune più piccolo del paese in termini di superficie ed il più densamente popolato.
Frederiksberg era una delle tre città danesi (le altre erano Copenaghen e Bornholm) a non essere comprese in alcuna contea. Il 1º gennaio 2007 tuttavia il comune è entrato a far parte della regione di Hovedstaden. 
Il comune comprende nove parrocchie: Flintholm, Frederiksberg, Frederiksberg Slot, Godthaabs, Lindevang, Mariendals, Sankt Lukas, Sankt Markus, Sankt Thomas e Solbjerg, tutte generate dalla principale nel corso del Novecento.

## Luoghi di interesse
- Palazzo di Frederiksberg
- Zoo di Copenaghen

## Infrastrutture e trasporti
Il comune è servito dalle seguenti stazioni della metropolitana di Copenaghen:
- Fasanvej
- Flintholm
- Forum
- Frederiksberg
- Lindevang
- Aksel Møllers Have
- Frederiksberg Allé